# Sangzhuang
Sangzhuang (kinesiska: 桑庄, 桑庄乡) är en socken i Kina. Den ligger i provinsen Henan, i den centrala delen av landet, omkring 270 kilometer sydväst om provinshuvudstaden Zhengzhou.
Genomsnittlig årsnederbörd är 843 millimeter. Den regnigaste månaden är augusti, med i genomsnitt 143 mm nederbörd, och den torraste är januari, med 7 mm nederbörd.